# Hypopteromalus lippiae
Hypopteromalus lippiae is een vliesvleugelig insect uit de familie Pteromalidae. De wetenschappelijke naam is voor het eerst geldig gepubliceerd in 1910 door Kieffer.